# Briffons
Briffons ist eine französische Gemeinde mit 265 Einwohnern (Stand: 1. Januar 2022) im Département Puy-de-Dôme in der Region Auvergne-Rhône-Alpes. Sie gehört zum Arrondissement Riom und zum Kanton Saint-Ours (bis 2015: Kanton Bourg-Lastic).

## Geographie
Briffons liegt etwa 34 Kilometer westsüdwestlich von Clermont-Ferrand. Umgeben wird Briffons von den Nachbargemeinden Sauvagnat im Norden und Nordwesten, Tortebesse im Norden, Heume-l’Église im Norden und Nordosten, Perpezat im Osten, Laqueuille im Süden und Südosten, Saint-Julien-Puy-Lavèze im Süden, Saint-Sulpice und Bourg-Lastic im Südwesten, Lastic im Westen sowie Saint-Germain-près-Herment im Nordwesten.
Durch die Gemeinde führt die Autoroute A89.

## Bevölkerungsentwicklung
| Jahr                       | 1962 | 1968 | 1975 | 1982 | 1990 | 1999 | 2006 | 2013 |
| Einwohner                  | 648  | 582  | 509  | 415  | 369  | 335  | 333  | 295  |
| Quellen: Cassini und INSEE |      |      |      |      |      |      |      |      |

## Sehenswürdigkeiten
- Kirche Sainte-Madeleine aus dem 12. Jahrhundert, Monument historique seit 1992
- Schloss Briffons aus dem 16. Jahrhundert

## Weblinks

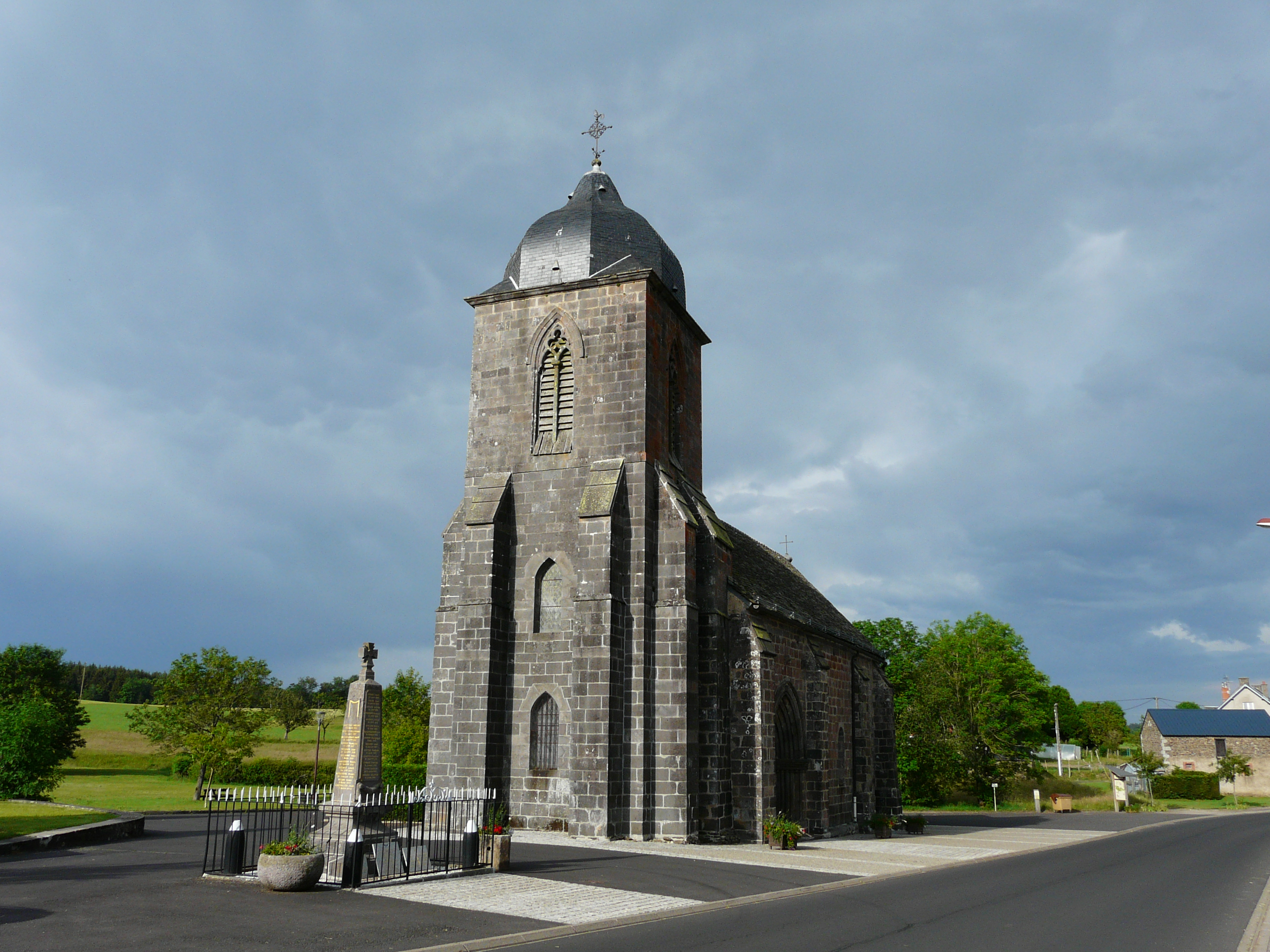
Kirche Sainte-Madeleine